# Interfax

Logo von Interfax

Interfax ist eine russische Nachrichtenagentur. Sie wurde 1989 gegründet und war die erste nichtstaatliche Nachrichtenagentur der Sowjetunion. Der Schwerpunkt der Berichterstattung liegt auf Nachrichten aus Europa und Asien. Der Sitz ist Moskau.

## Geschichte
Im Mai 2002 erhielt die Indexagentur RTS-Interfax von Standard & Poor’s den Status eines „lokalen Korrespondenten“ für Russland. Einen Monat später gab Moody’s bekannt, rund 20 Prozent der Anteile von Interfax Rating Agency erworben zu haben. 2004 erhöhte Moody’s seinen Anteil auf eine Mehrheitsbeteiligung, und die Interfax Rating Agency wurde in Moody’s Interfax Rating Agency umbenannt.
Nach eigenen Angaben unterhält Interfax Büros in Amerika, Deutschland, dem Vereinigten Königreich von Großbritannien und Nordirland sowie der Volksrepublik China. Sie liefert Nachrichten aus Russland und den übrigen GUS-Staaten sowie aus den anderen ehemaligen Ostblock-Staaten.